# Балбинь
Балби́нь (рос. Балбынь) — селище у складі Мисківського міського округу Кемеровської області, Росія.

## Населення
Населення — 7 осіб (2010; 11 у 2002).
Національний склад (станом на 2002 рік):
- росіяни — 91 %